# Ovarialtorsion
Eine Ovarialtorsion oder Eierstockstieldrehung bezeichnet die Drehung des Eierstocks (Ovar) um seine Befestigung. Durch den daraus resultierenden Verschluss des venösen Abflusses kommt es zu einer hämorrhagischen Infarzierung und damit zur Bildung von Nekrosen. Die Ovarialtorsion kommt bei cystisch veränderten, vergrößerten Ovarien (Eierstöcken) vor und ist sehr schmerzhaft.

## Klinik und Diagnostik
Anamnese und Klinik sowie die Sonographie sind die wichtigsten diagnostischen Instrumente.
Das Leitsymptom ist der einseitige, kolikartige Schmerz. Die Patientinnen leiden neben Schmerzen meistens auch unter Übelkeit, Erbrechen, Schweißausbrüchen und Tachykardie.
Bei nekrotischem Ovar können auch die Entzündungsparameter im Blut, wie weiße Blutkörperchen (Leukozytose) oder CRP erhöht sein.
Der sonographische Nachweis einer Ovarialzyste erhärtet den klinischen Verdacht.
Bei Kindern kommt die transabdominelle Sonographie mit Nutzung der gefüllten Harnblase als Schallfenster, bei Erwachsenen die transvaginale Ultraschalluntersuchung zur Anwendung.
Mittels Dopplersonografie kann die Durchblutung des Eierstocks geprüft werden.  Die fehlende oder mangelhafte Durchblutung spricht für die Nekrose des Eierstockes in Folge einer Torsion. Allerdings schließt der dopplersonografische Nachweis einer Vaskularisation des Ovars eine Torsion nicht aus. Die endgültige Sicherung der Diagnostik erfolgt durch die Bauchspiegelung.
Differentialdiagnostisch muss in erster Linie an eine Extrauteringravidität oder eine Zysten-Ruptur gedacht werden. Auch eine Appendizitis, Adnexitis oder eine Endometriose muss in Betracht gezogen werden.

## Therapie
Die Therapie besteht in einer raschen Detorquierung des Eierstocks durch eine Bauchspiegelung. Die operative Behandlung muss innerhalb von Stunden durchgeführt werden. Sonst ist die Gefahr des Absterbens des betroffenen Eierstocks gegeben. Dies kann in der Folge zu Unfruchtbarkeit führen.
Siehe auch Hodentorsion zur analogen Torsion der männlichen Gonade.